# Église Saint-Aignan d'Angers
Pour les articles homonymes, voir Église Saint-Aignan.
L’église Saint-Aignan d'Angers était un édifice religieux français situé à Angers dans la Cité, rue Donadieu-de-Puycharic et/ou rue Saint-Aignan (sa localisation précise est difficile).

## Histoire

### Fondation
La date de fondation de l'église Saint-Aignan est inconnue. Elle est dite « très ancienne » au XVIIIe siècle. Une notice du cartulaire de Saint-Laud de la fin du XIIe siècle est la plus ancienne attestation écrite contemporaine. Toutefois, l'hymne Gloria Laus de Théodulf d'Orléans — composé à Angers au IXe siècle et désormais authentifié — mentionne cet édifice, ce qui le vieillirait de presque trois siècles.

### Disparition
L'église Saint-Aignan, en tant qu'institution et centre d'une paroisse, resurgit en 1216 avec l'annexion par les Jacobins de l'église Notre-Dame-de-Recouvrance et le transfert de la paroisse vers Saint-Aignan.

### Évolution du vocable
L'église Saint-Aignan a toujours eu cette dédicace, mais après l'installation de la paroisse Notre-Dame-de-Recouvrance, l'édifice est appelé par les deux vocables.

### Évolution du statut durant la période d'activité
Avant comme après 1216, l'édifice a toujours été une église paroissiale.